# Siete Palmas Barrio Arriba
Siete Palmas Barrio Arriba är en ort i Mexiko.   Den ligger i kommunen Ixhuatlán de Madero och delstaten Veracruz, i den sydöstra delen av landet, 190 km nordost om huvudstaden Mexico City. Siete Palmas Barrio Arriba ligger 113 meter över havet och antalet invånare är 349.
Terrängen runt Siete Palmas Barrio Arriba är kuperad norrut, men söderut är den platt. Runt Siete Palmas Barrio Arriba är det ganska tätbefolkat, med 54 invånare per kvadratkilometer. Närmaste större samhälle är La Ceiba, 4,6 km öster om Siete Palmas Barrio Arriba. Omgivningarna runt Siete Palmas Barrio Arriba är en mosaik av jordbruksmark och naturlig växtlighet.